# 에이미 아담스
에이미 루 아담스(영어: Amy Lou Adams 에이미 루 애덤스[*], 1974년 8월 20일 ~ )는 미국의 배우이자 가수이다. 아담스는 극장에서의 연극 연기를 시작으로 경력을 시작했고, 1999년 블랙 코미디 영화 《드롭 데드 고저스》로 스크린 데뷔를 하였다. 이후 로스 앤젤레스로 이동해 B급 영화와 텔레비전 시리즈의 게스트 역할로 출연하였고, 2002년 영화 《캐치 미 이프 유 캔》에서 레오나르도 디카프리오의 상대 역할인 브렌다 스트롱으로 주목을 받기 시작했다. 2005년에는 독립 영화 《준벅》에서 애슐리 존스턴 역할을 연기했고, 중요한 평가와 동시에 그녀는 골든 글로브상에서 영화 뮤지컬·코미디 부문 여우조연상 수상과 미국 아카데미상 여우조연상에 첫 후보 지명되었다.
아담스는 2007년 디즈니의 뮤지컬 영화 《마법에 걸린 사랑》에서 주인공 지젤 역할을 연기해 영화는 상업적으로 큰 성공을 거두었고 그녀는 골든 글로브상 영화 뮤지컬·코미디 부문 여우주연상에 후보 지명되었다. 2008년 영화 《다우트》에서는 메릴 스트립과 반대편에 서는 제임스 수녀 역할을 연기했고, 미국 아카데미상과 골든 글로브상에 후보 지명되었고 영국 아카데미 영화상(BAFTA)에 첫 후보 지명되었다. 그녀는 2010년 데이비드 O. 러셀 감독의 스포츠 드라마 영화 《파이터》와 2012년 심리 드라마 영화 《마스터》로 골든 글로브상, 영국 아카데미 영화상(BAFTA)과 미국 아카데미상 여우조연상에 연이어 후보 지명되었다. 아담스는 2013년 슈퍼맨의 새로운 리부트 영화인 《맨 오브 스틸》에서 히로인 로이스 레인 역할과, 데이비드 O. 러셀 감독의 범죄 영화 《아메리칸 허슬》에서 시드니 프로서 역할로 골든 글로브상 영화 뮤지컬·코미디 부문 여우주연상을 생애 첫 수상하였고, 2014년 마가렛 킨을 연기한 전기 영화 《빅 아이즈》로 2년 연속 골든 글로브상 수상과 다섯 번째 영국 아카데미 영화상(BAFTA)에 후보 지명되었다. 2016년, 아담스가 다시 한번 로이스 레인을 연기한 《배트맨 대 슈퍼맨: 저스티스의 시작》은 높은 흥행 수익을 기록하였고, SF 소설을 기반으로 한 영화 《컨택트》와 스릴러 영화 《녹터널 애니멀스》에서 그녀의 연기는 평론가들의 찬사를 받았다.
아담스는 두 번의 골든 글로브상을 수상하였고, 다섯 번째의 미국 아카데미상과 여섯 번째 영국 아카데미 영화상(BAFTA)에 후보 지명되었다. 그녀는 2014년 타임지에서 가장 영향력 있는 100인으로 선정되었다. 그녀는 다렌 르 갈로과 결혼해 한 명의 딸을 두고 있다.

## 성장 과정

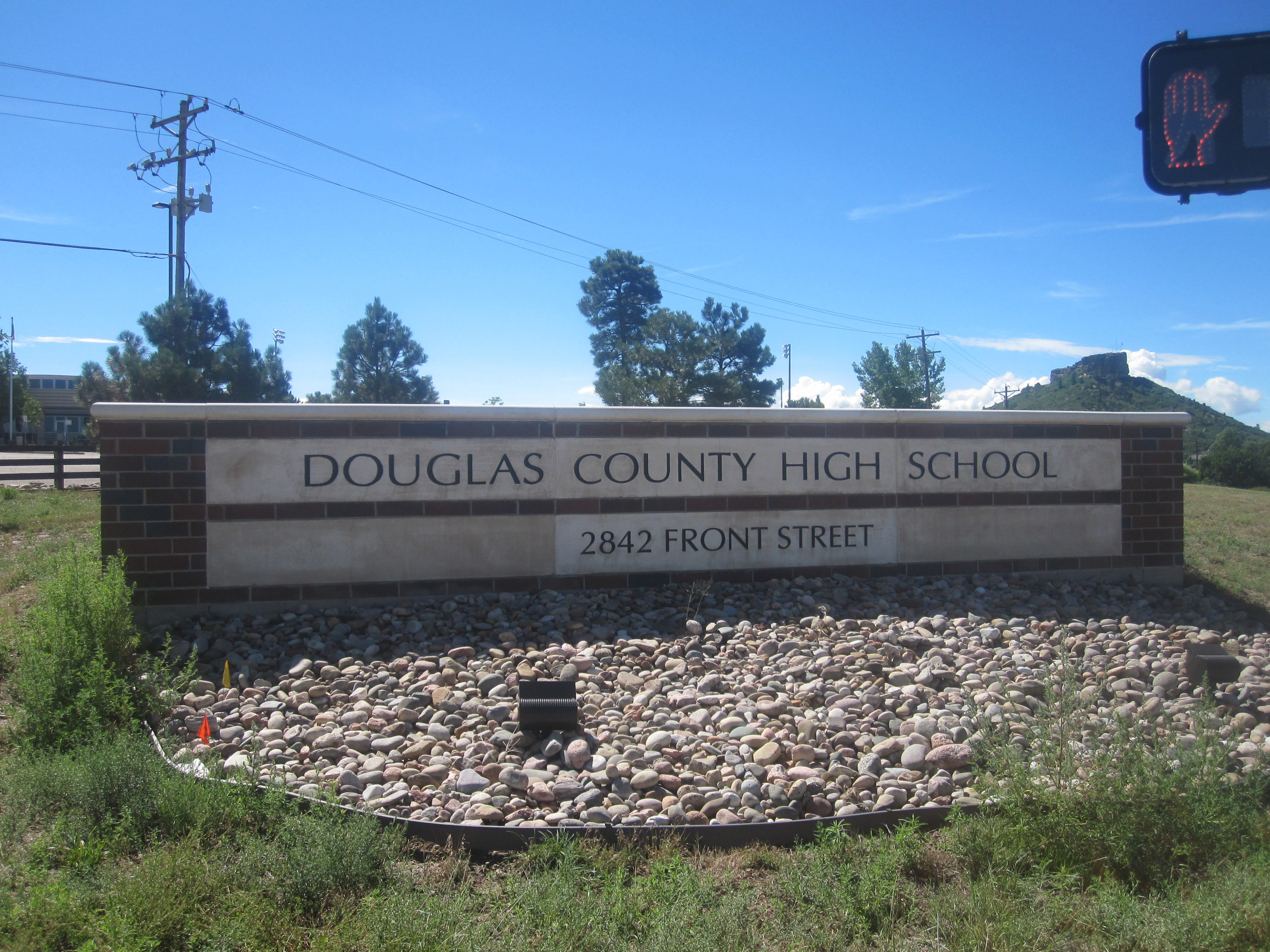
아담스가 다닌 더글라스 카운티 고등학교의 이름과 주소가 표시된 표지판

아담스는 이탈리아의 베네토주 비첸차에서 태어났다. 미국인 부모 리처드 켄트 아담스와 캐서린 아담스(옛 성씨는 히켄) 사이 4남 3녀 중 네 번째로 태어났다. 그녀는 영국인 후손으로 알려졌다. 아버지는 당시 이탈리아의 카세르마 에덜리에서 근무한 미국 군인이었는데, 가족들은 그녀가 8살이 되던 해 미국 콜로라도주 캐슬록으로 이주하였다. 이후, 그녀 아버지는 레스토랑에서 전문적으로 노래를 불렀고, 어머니는 비정기적으로 보디빌더 일을 하였다. 아담스는 예수 그리스도 후기성도 교회에서 성장했는데, 1985년 부모님 이혼으로 가족은 교회를 떠났다.
그녀는 더글러스 카운티 고등학교에 재학 중 몇 년간 합창단으로 활동했고, 발레리나를 꿈꾸고 지역 댄스 전문학원을 다녔다.
에이미 부모는 딸이 체육 교육을 전공해 계속 무용할 것으로 기대했다. 전문대학에 장학금을 받고 입학할 기회가 찾아왔지만, 아담스는 대학에 다니면서 더는 발레를 잘할 수 없다는 생각에 입학을 포기한다.
그녀는 고등학교 졸업 후 어머니와 애틀랜타로 이동했다. 전문적인 발레리나가 될 정도 재능이 없다고 생각해 더 적합한 일을 찾아 뮤지컬 극장에 들어갔다. 아담스는 만 18세 때 지역 극장에서 연기하면서 갭에서 일했다. 또한 그녀는 몇주 동안 전문 레스토랑인 후터스에 정식으로 취업해 풀타임으로 일하기도 했다. 아담스는 첫 차 살 충분한 돈을 저축한 후 3주 후 직장을 그만두었다.

## 경력

### 1995-2004: 초기 경력
아담스는 볼더스 디너 극장, 컨트리 디너 극장과 문화 광장 음악 홀에서 전문적인 댄서로 일을 시작했다. 거기서 1995년 그녀는 미네아 폴리스 디너 극장 감독, 마이클 브린디시에 발탁되었다. 아담스는 미네소타주 챈허슨으로 이전하고서 3년간 챈허슨 디너 극장에서 일했다. 1999년 미네소타에서 촬영하던 코미디 영화 《드롭 데드 고저스》 오디션 보고서 자신의 첫 영화에 캐스팅되었다. 아담스는 1999년 1월에 로스 앤젤레스로 이동했다. 로스 앤젤레스에 도착한 그녀는 FOX 텔레비전 시리즈 스핀오프 버전으로 제작한 《사랑보다 아름다운 유혹》 속편에서 캐서린 머튜일 역할에 캐스팅 되었고, 촬영한 필름은 비디오로 출시했었다.
2000년부터 2002년까지 아담스는 저예산 영화 《싸이코 비치 파티》와 텔레비전 시리즈 《70년대 쇼》, 《참드》, 《프로비던스》, 《뱀파이어 해결사》, 《스몰빌》, 《웨스트 윙》등에 게스트 역할로 출연했다.  그녀는 스티븐 스필버그 감독의 영화 《캐치 미 이프 유 캔》에서 프랭크 애버그네일 주니어(레오나르도 디카프리오 분)와 사랑에 빠지는 간호사 브렌다 스트롱 역할을 연기하며 주목을 받았지만, 그 후 몇 년 동안 실직 상태였다. 2004년 텔레비전 애니메이션 시리즈 《킹 오브 더 힐》에서 목소리 더빙 연기를 하였고, 또한 텔레비전 시리즈 《닥터 베가스》에서 고정적인 역할인 앨리스 도허티를 연기했지만 계약 분쟁으로 중도 하차했다.

### 2005-2007: 성공과 주목받은 연기 역할
《닥터 베가스》에 하차하기전, 그녀는 저예산 독립 영화 《준벅》에 캐스팅 되어 쾌활하고 수다스러운 임산부 애슐리 존스턴 역할을 연기했다. 이 영화는 2005년에 선댄스 영화제에서 첫 상영 되었으며, 아담스는 연기에 찬사를 받아 스폐셜 주리상(연기 부문)을 수상했다. 2005년 2월 극장 개봉된 영화 《웨딩 데이트》에서 아담스는 배우 데버라 메싱, 더멋 멀로니와 공연했으며, 《준벅》은 그해 8월 소니 픽쳐스 클래식 배급으로 개봉되었다. 그녀는 비평가들의 찬사를 받아 전미 비평가 협회 여우조연상을 포함해 국제 영화 관객 협회상, 크리틱스 초이스 영화상, 인디펜던트 스피릿 어워드 여우조연상 수상 및 또한 미국 배우 조합상, 미국 아카데미상 후보에 지명되었다. 아담스는 2006년 영화 예술 과학 아카데미에 초대되었다.

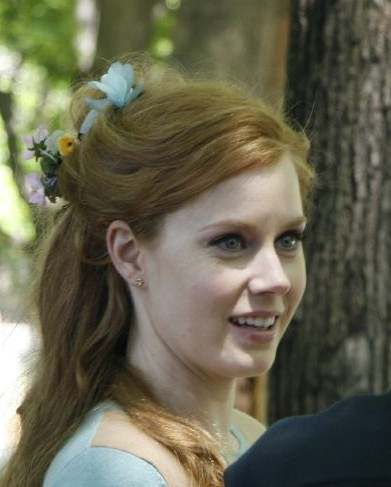
영화 《마법에 걸린 사랑》의 촬영 세트장에서 아담스. (2007)

《준벅》은 제한된 관객이 있었지만, 영화에서 아담스의 연기는 호평 일색으로 그녀의 연기 경력에 대한 성과를 한단계 상승할 수 있었다. 아담스는 같은 해, 영화 《탤러데가 나이트 - 릭키 바비의 발라드》와 텔레비전 시리즈 《더 오피스》에 게스트 역할로 출연했다. 애니메이션 영화 《언더 독》에 폴리 역할의 목소리 더빙을 한 이후, 월트 디즈니의 대작 영화 《마법에 걸린 사랑》에서는 오디션을 통해 300:1의 경쟁을 뚫고 여주인공 지젤 역할에 캐스팅 되어 패트릭 뎀프시, 이디나 멘젤, 수전 서랜던과 제임스 마즈든과 출연하였고, 실제 뉴욕을 배경으로 촬영되었다. 《마법에 걸린 사랑》은 전세계적으로 3억 4,000만 달러의 총 수익을 올리는 상업적인 성공을 거뒀다.  그녀의 연기는 비평가들의 착사를 받았다. 시카고 선타임스의 로저 이버트는 아담스에 대해 "신선하고 승리했다."라고 평했고, 보스턴 글로브의 웨슬리 모리스는 "진정한 연기자로서 독창성과 만화적 타이밍 및 육체적인 웅변을 보여줬다."라고 평했다. 그녀는 골든 글로브상 영화 뮤지컬·코미디 부문 여우주연상에 후보 지명되었고, 크리틱스 초이스 영화상과 새틀라이트상 후보 지명 외에도 새턴상에서 여우주연상을 수상했다. 극중 영화 속에서 부른 세 곡이 미국 아카데미상 최우수 노래상에 후보 지명되었다.
《마법에 걸린 사랑》의 성공으로 2007-08 영화 시상식 시즌 동안 아담스의 미디어 노출을 증가했다. 뿐만 아니라 인터뷰, 엘르의 커버 모델 등장 외에도 베니티 페어에서는 "2008년 신선한 얼굴 10인"으로 선정되었다. 2008년 3월, 아담스는 《새터데이 나이트 라이브》의 33시즌 7번째 에피소드에 호스트로 출연했다.
아담스는 《찰리 윌슨의 전쟁》에서 극중 찰리 윌슨(톰 행크스 분)의 보좌관 보니 바흐 역할을 연기했다. 아담스는 다음 작품으로 《선샤인 클리닝》에서는 아들을 사립 학교에 보내기 위한 큰 돈을 필요해 범죄 현장의 청소 사업을 시작하는 여성 로즈 로코스키 역할을 연기했다. 이 영화는 2008년 선댄스 영화제에서 첫 공개되어 엇갈린 평을 받았으며, 2009년 5월, 미국 전역의 극장에 개봉되었다.

### 2008-2012: 연기파 배우로서 자리매김

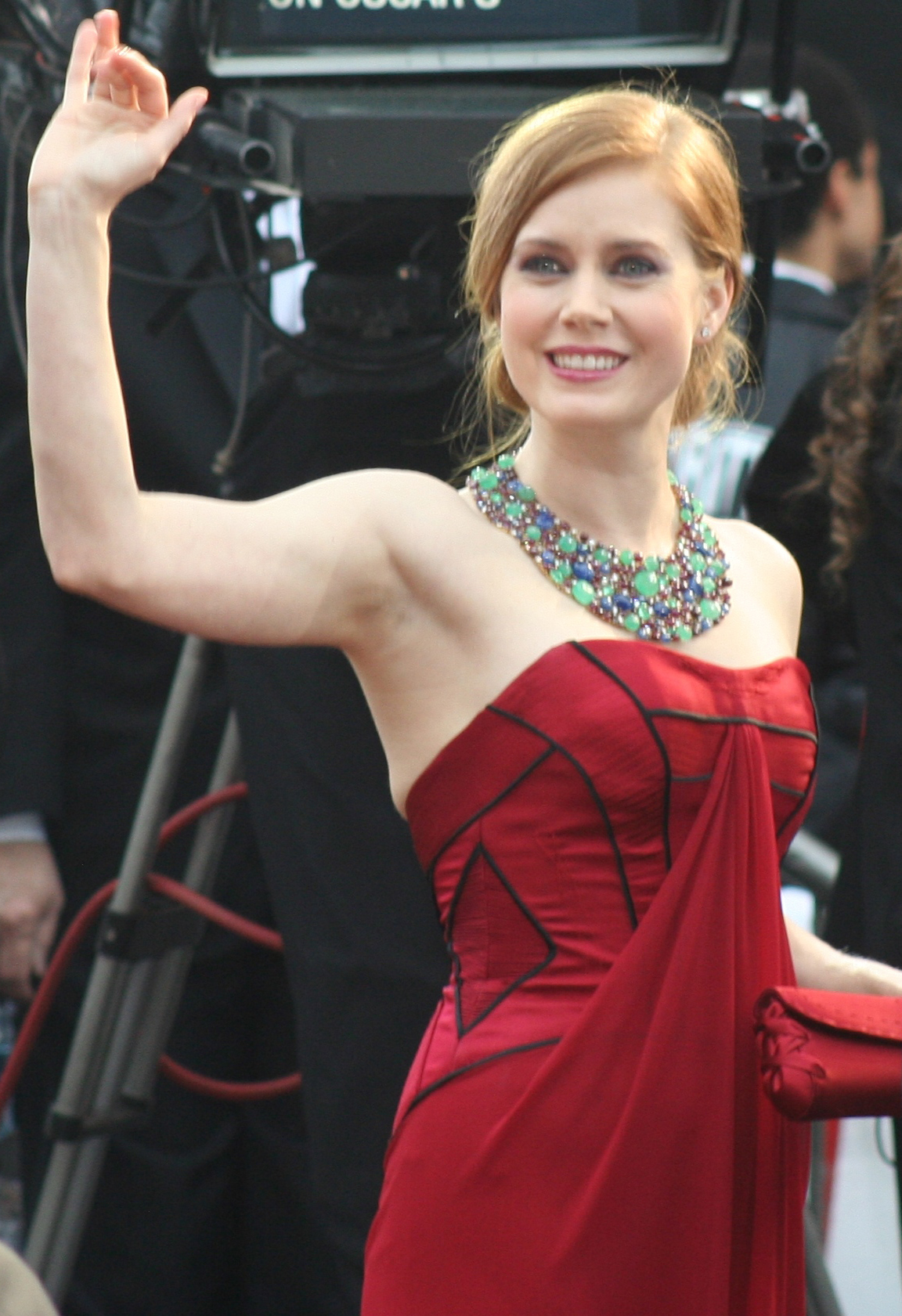
2009년 2월, 미국 아카데미상에 참석한 아담스.

2008년, 아담스는 영화 《미스 페티그루의 어느 특별한 하루》에서 클럽 가수이자 바람둥이 연기 지망생 데일시아 라포세 역할을 연기했고, 극중 그녀의 매니저로 화려한 런던 상위 1%의 사교계에 입문하는 미스 페티그루를 연기한 프랜시스 맥도먼드와 공연했다. 이 영화는 일반적으로 호평을 받았다.
2008년 말 아담스는 존 패트릭 샌리 감독의 영화 《다우트》에서 제임스 수녀 역할을 연기했고, 메릴 스트립, 필립 시모어 호프먼 그리고 비올라 데이비스와 공연했다. 이 영화는 많은 비평가들의 찬사를 받아 아담스는 미국 아카데미상 여우조연상 및 미국 배우 조합상, 골든 글로브상에 후보 지명되었다.

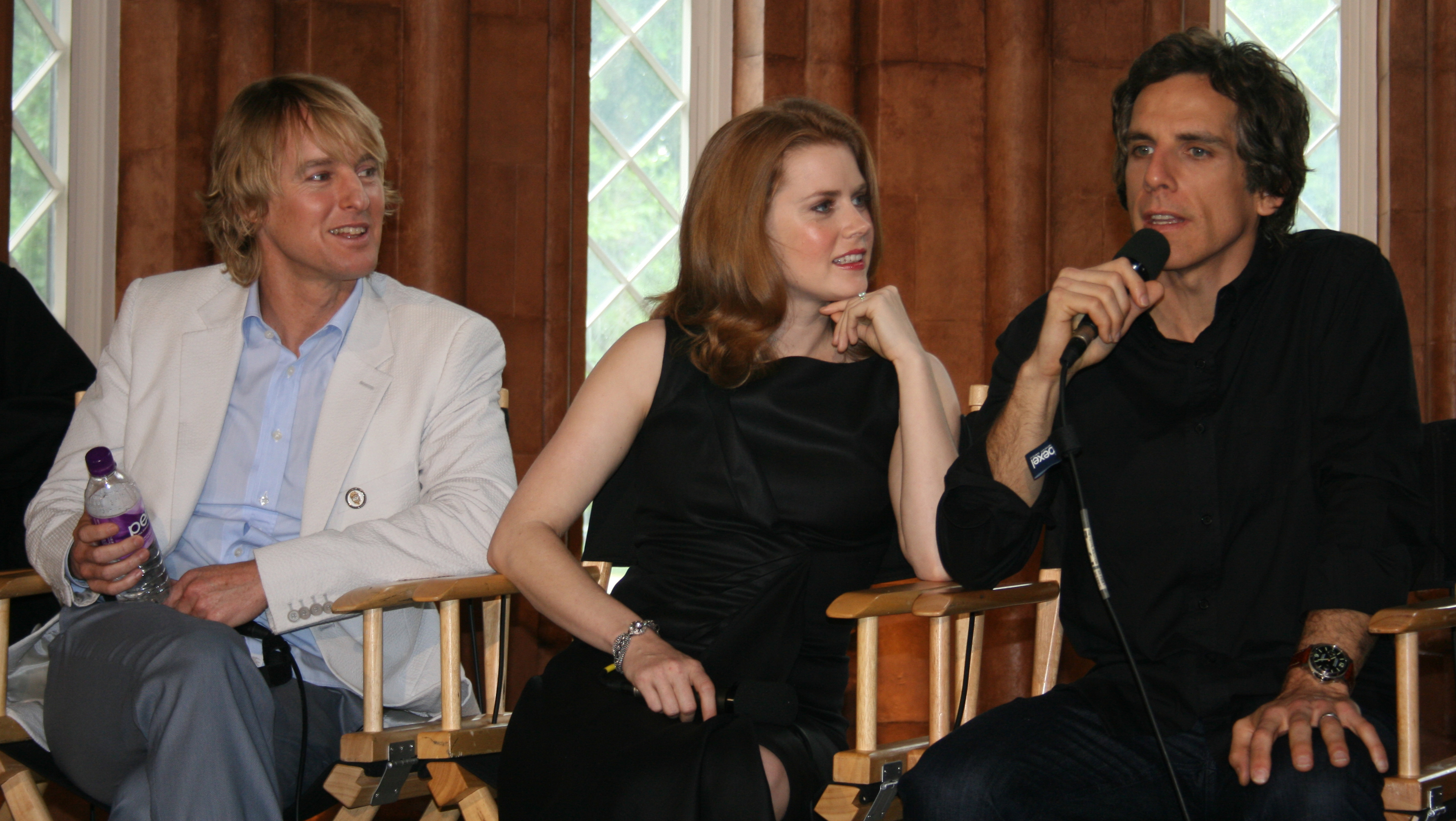
2009년 5월, 영화 《박물관이 살아있다 2》 제작 발표회견에서 벤 스틸러, 오웬 윌슨과 아담스.

아담스는 다음 작품으로 영화 《박물관이 살아있다 2》에서 1928년 여성 최초로 대서양 횡단 비행에 성공한 실존 인물의 아멜리아 이어하트 역할을 연기하며, 벤 스틸러와 공연했다. 이 영화는 첫 날에만 1천 5백만 달러의 흥행수입을 벌어들이며, 《터미네이터: 미래전쟁의 시작》을 꺽고 북미 박스오피스 1위를 차지했다. 영화는 전반적으로 엇갈리는 평을 받았지만 그녀의 연기는 비평가들에 호평을 받았다. 같은 해, 아담스는 영화 《줄리 & 줄리아》에서 이전에 《다우트》에서 공연했던 메릴 스트립과 다시 한번 호흡을 맞췄고, 전설의 프렌치 셰프 줄리아 차일드(메릴 스트립 분)의 요리책 '프랑스 요리 예술을 마스터하기'을 보며 1년(365일)동안 500개가 넘는 레시피를 따라 만드는 말단 공무원 출신의 요리 블로거 줄리 파월 역할을 연기했다.
2010년 아담스는 두 편의 영화로 새로운 10년을 시작했다. 로맨틱 코미디 영화 《프로포즈 데이》에 이어, 《파이터》에서는 미키 워드(마크 월버그 분)의 연인 샬린 플레밍 역할에 캐스팅 되어 데이비드 O. 러셀 감독과 첫 작업을 했다. 이 영화는 미국 아카데미상 최우수 작품상 후보 지명되는 등 아담스는 함께 공연한 마크 월버그, 크리스천 베일과 멜리사 레오와 비평가들의 찬사를 받았다. 또한 그녀는 영국 아카데미 영화상(BAFTA), 크리틱스 초이스 영화상, 미국 배우 조합상, 골든 글로브상 및 미국 아카데미상 여우조연상에서는 멀리사 리오와는 동시에 여우조연상에 후보 지명되었다.
2011년, 아담스는 월트 디즈니 애니메이션 영화 《머펫 대소동》에서 제이슨 세걸, 크리스 쿠퍼와 함께 목소리 연기를 했고, 이 영화에서 그녀는 다시 노래를 불렀다.

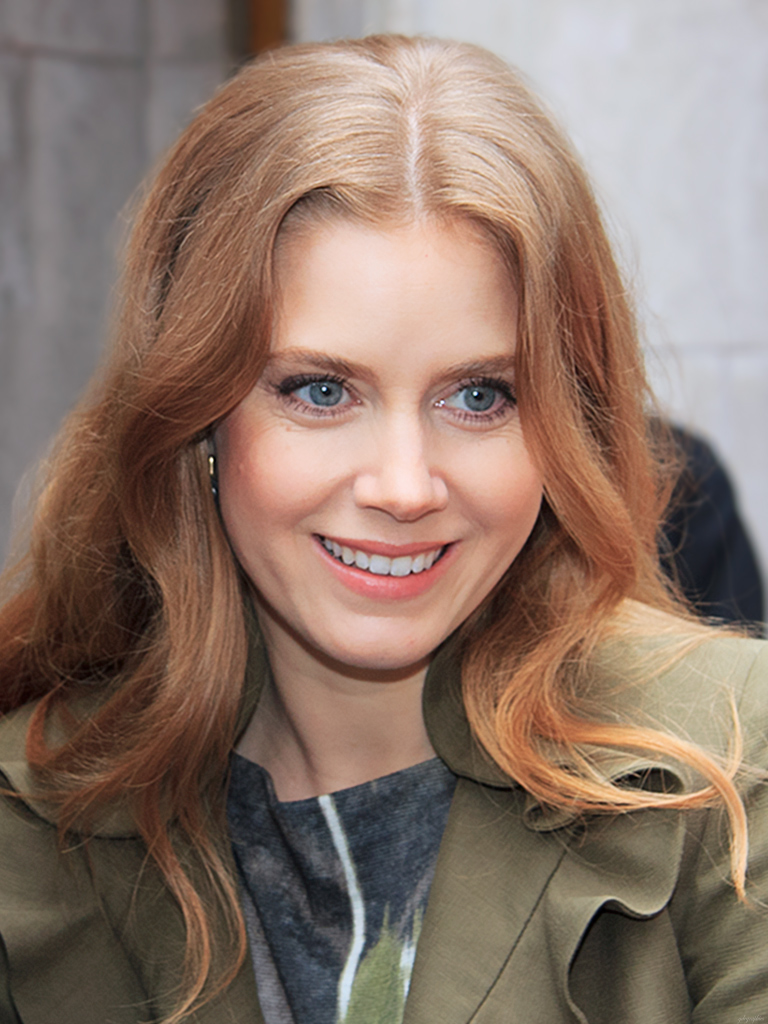
2012년 9월, 토론토 국제 영화제에 참석한 아담스.

2012년 7월, 아담스는 스티븐 손드하임의 뮤지컬 《인투 더 우즈》에서 베이커의 아내 역할에 캐스팅 되어 더 퍼블릭 극장과 센트럴 파크에 위치한 델라코테 극장에서 공연했고, 그녀에 있어 뉴욕 무대 첫 데뷔와 동시에 그녀는 13년만에 다시 무대에 섰다. 아담스는 폴 토머스 앤더슨 감독의 영화 《마스터》에서 그녀의 연기 경력에서 최고의 찬사를 받았다. 이 영화에서 아담스는 인간의 심리를 연구하는 "코즈" 조직의 리더 마스터 랭커스터(필립 시모어 호프먼 분)의 아내 페기 도드 역할을 연기했고, 그녀는 미국 아카데미상, 골든 글로브상, 영국 아카데미 영화상(BAFTA) 여우조연상에서 후보 지명되었다. 아담스는 다음 작품으로 야구 드라마 영화 《내 인생의 마지막 변화구》에서 거스 로벨(클린트 이스트우드 분)의 딸 미키 로벨 역할을 연기했다. 이 영화는 엇갈리 평을 받았지만, 아담스의 연기는 비평가들에 호평을 받았다. 아담스는 월터 살레스 감독의 영화 《온 더 로드》에서 올드 불 리(비고 모텐슨 분)의 반대편에 서는 제인 리 역할을 연기했다. 이 영화는 잭 케루악의 동명 소설이 원작으로 칸 국제 영화제에 첫 선을 보여 상반 된 평을 받았다.

### 2013-현재

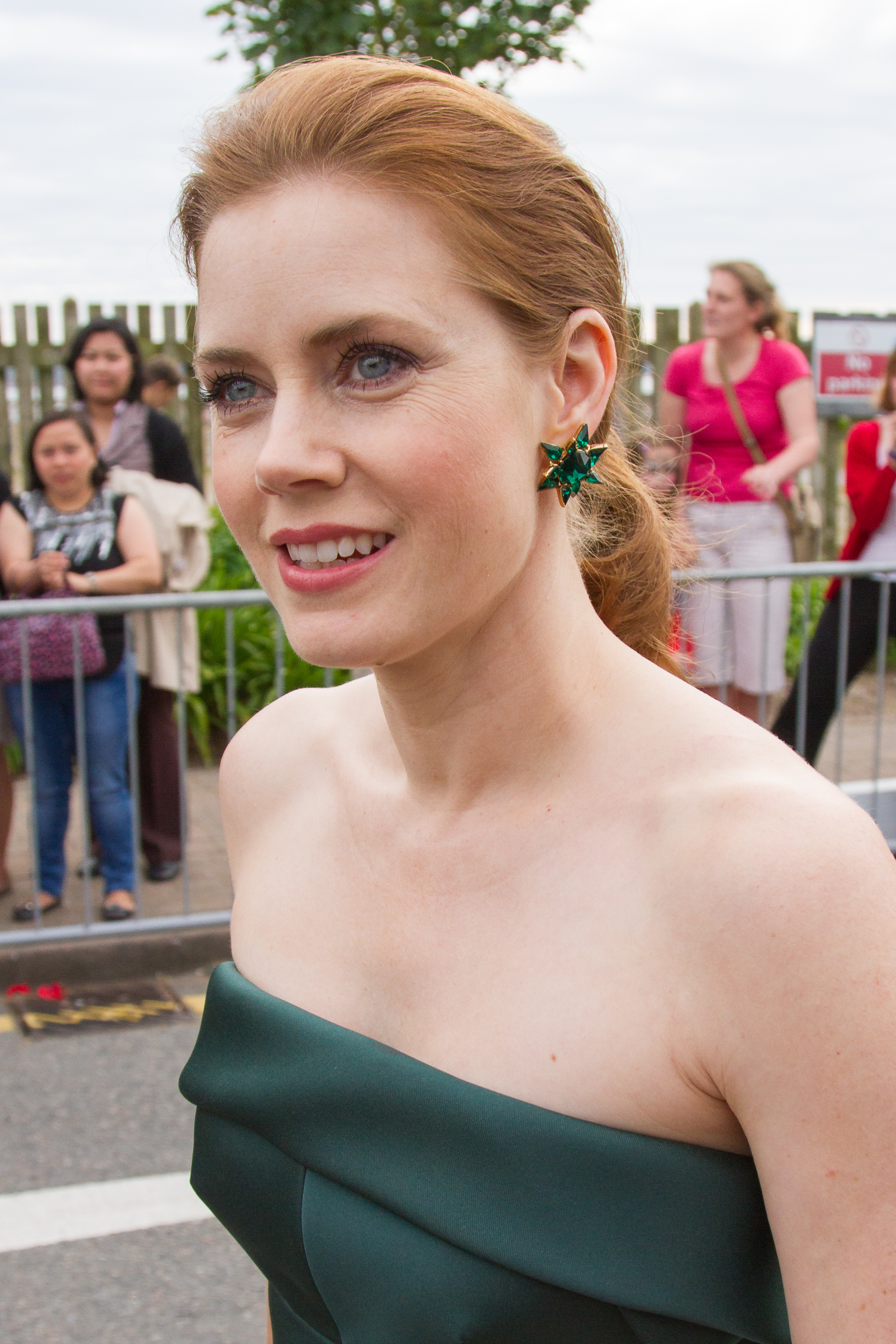
2013년 6월, 영화 《맨 오브 스틸》의 시사회에서 아담스.

아담스는 2013년 DC 코믹스 만화 슈퍼맨 리부트 버전의 슈퍼히어로 영화 《맨 오브 스틸》에서 헨리 카빌이 연기한 슈퍼맨의 상대역이자 히로인 로이스 레인을 연기했다. 감독인 잭 스나이더는 "오늘 우리는 이 영화에서 가장 다양하고 존경받는 여배우 중 하나인 에이미 아담스의 캐스팅을 발표하게 된 것을 기쁘게 생각한다, 아담스는 스마트함, 강인함, 유머, 아름다움, 유머, 따뜻함, 야심 등 우리가 사랑하는 로이스의 자질을 모두 포착할 수 있는 재능을 가지고 있다."라고 말했다.
같은 해, 아담스는 크리스천 베일, 브래들리 쿠퍼와 제니퍼 로렌스와 출연한 데이비드 O. 러셀 감독의 영화 《아메리칸 허슬》에 캐스팅 되었다. 이 영화에서 그녀는 전직 스트립댄서로 어빙 로젠필드(크리스천 베일 분)을 만나 사랑에 빠지고 동료이자 연인이 되면서 레이디 에디스 그린슬리라는 영국 귀족 상속녀로 위장한 사기꾼이 되는 시드니 프로서 역할을 연기했다. 롤링 스톤의 피터 트래버스는 "가슴을 드러낸 70년대 패션을 차려입고, 역할에 빠져들었다."고 말했다. 또한 영국 악센트와 미국 악센트를 동시에 구사하는 연기까지 완벽히 소화하며 강렬한 존재감을 드러내며, 미국 아카데미상과 영국 아카데미 영화상(BAFTA) 여우주연상 후보에 지명되었고 골든 글로브상 영화 뮤지컬·코미디 부문 여우주연상을 수상하였다.

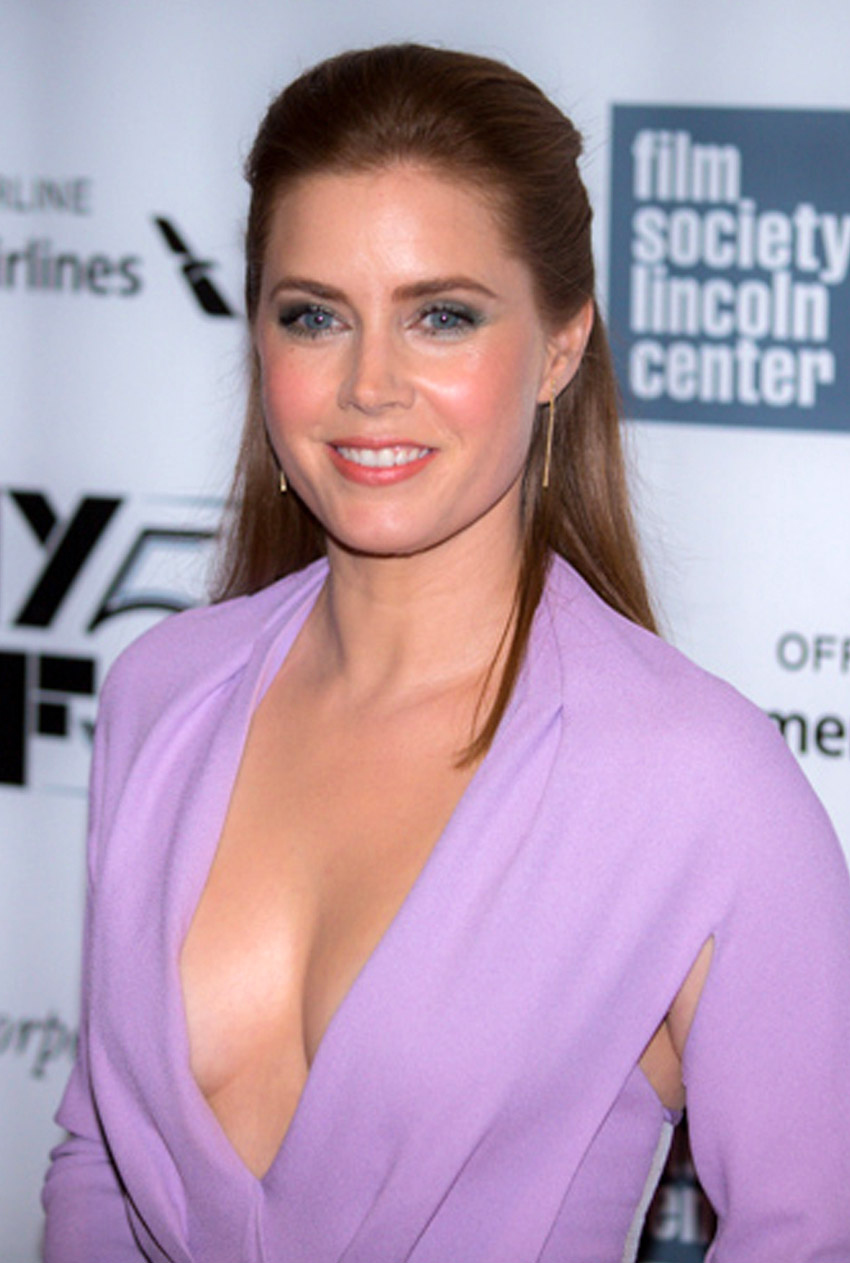
2013년 영화 《그녀》 뉴욕 시사회에서 아담스.

아담스는 또한 스파이크 존즈 감독의 영화 《그녀》로 호평을 받았다.
2014년, 아담스는 타임지에서 선정한 "가장 영향력 있는 인물 100인"에 선정되었다. 그해, 그녀는 팀 버튼 감독의 전기 영화 《빅 아이즈》에서 1950년대 '큰 눈을 가진 아이' 그림으로 대중 미술의 반향을 일으키며 아티스트로서 명성을 떨쳤던 화가 마거릿 킨 역할을 연기했고, 크리스토프 발츠와 공연했다. 그리고 골든 글로브상 영화 뮤지컬·코미디 부문 여우주연상을 수상하며, 2년 연속 수상의 쾌거를 이뤘다. 2014년 7월, 아담스는 막스마라(Max Mara)의 액세서리 캠페인 뮤즈로 발탁되었다. 2015년 10월, 막스마라는 아담스에 영감을 얻어 디자인한 핸드백의 새로운 라인인 “A” 가방을 선보였다.

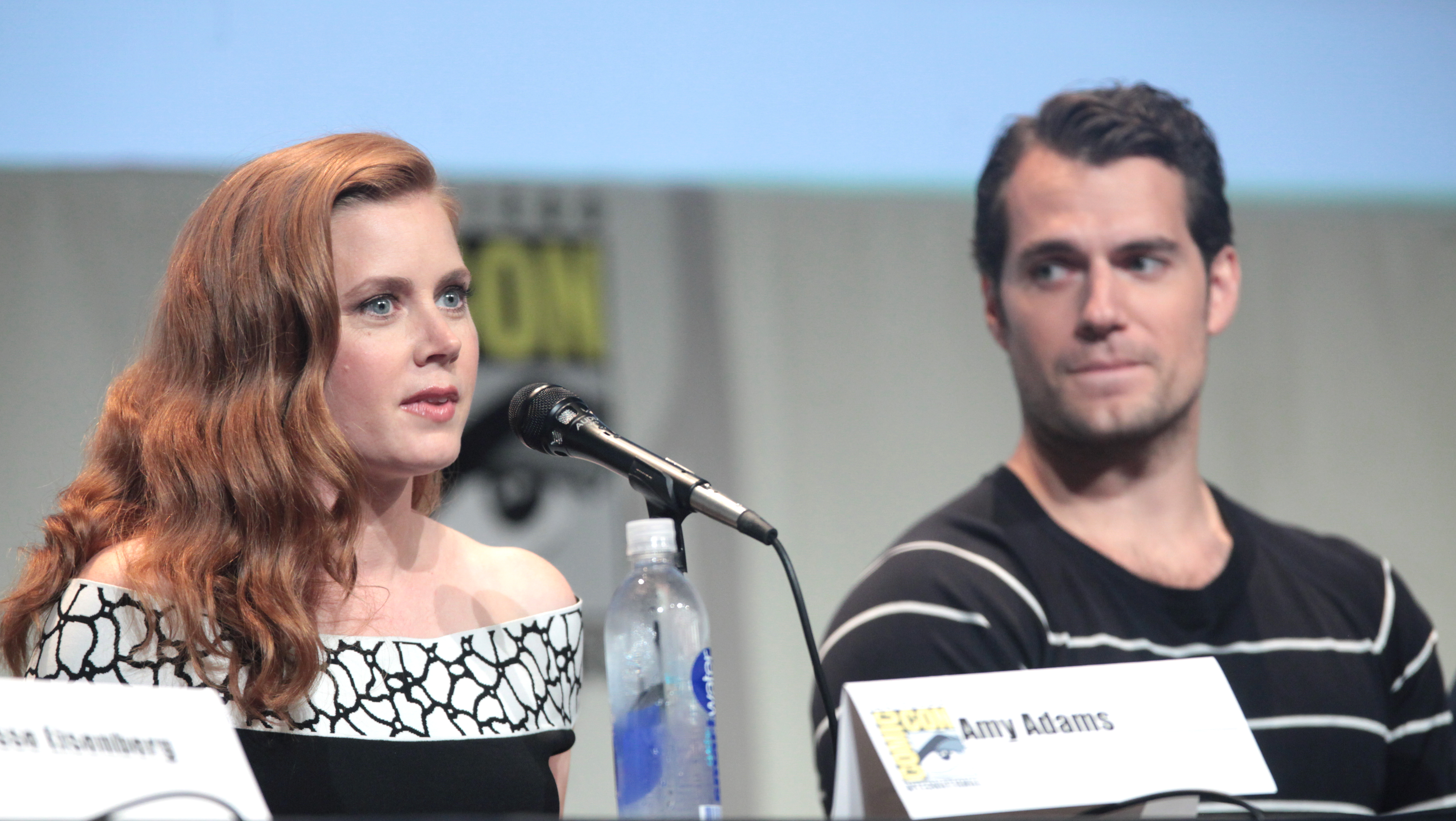
2016년 샌디에이고 코믹콘 인터내셔널에서 《배트맨 대 슈퍼맨: 저스티스의 시작》에서 공연한 헨리 카빌과 아담스.

1년간의 스크린 공백기 후, 아담스는 2016년에 3편의 영화에 출연했다. 우선 《맨 오브 스틸》의 속편 《배트맨 대 슈퍼맨: 저스티스의 시작》에서 다시 한번 로이스 레인 역할을 연기했다. 영화는 2016년 5월 25일에 개봉하였는데, 부정적인 평가에도 불구하고 8억 7,000만 달러를 벌어 이제까지의 아담스 출연작 중 최고 수익률을 올렸다. 그 다음의 출연작은 드니 빌뇌브 감독의 SF 영화 《컨택트》로, 아담스는 주인공인 언어학자 루이즈 뱅크스를 연기했다. 이 영화는 휴고상 수상 작가 테드 창의 단편 〈네 인생의 이야기〉가 원작으로, 세로로 선 거대한 조개 모양의 괴비행체(쉘)가 전세계 12개 지역에 동시에 나타나고 18시간마다 한 번씩 열리는 쉘 안으로, 각국의 과학자, 군인들이 들어가 다리가 7개 달린 거대한 문어 모양의 외계인 헵타포드와 접촉하는데, 외계인의 언어를 알아내기 위해 나선 언어학자 루이스의 이야기를 그린다. 아담스는 언어학 다큐멘터리를 보면서 배경 지식을 쌓았다. 영화는 4,700만 달러 예산에 비해 2억 달러 이상을 벌어 상업적으로 성공했다. 아담스는 여섯 번째 영국 아카데미상 여우주연상 후보, 그리고 일곱 번째 골든 글로브상 여우주연상 후보에 지명되었다. 몇몇 기자들은 그녀의 아카데미상 후보 지명 실패에 대해 실망감을 표했다. 2016년 마지막 출연작은 《녹터널 애니멀스》이다. 영화는 오스틴 라이트의 소설 《토니와 수잔》이 원작으로 톰 포드 감독이 연출하고 제이크 질런홀과 같이 출연했다. 이듬해 아담스는 《배트맨 대 슈퍼맨》의 후속편 《저스티스 리그》(2017)에서 로이스 레인 역할을 세 번째로 연기하였다.
2018년 4월 기준, 아담스는 향후 4개의 프로젝트가 있다. 그녀는 2016년 2월 길리언 플린의 스릴러 소설 《몸을 긋는 소녀》를 원작으로 한 TV 미니시리즈에 출연한다고 발표했다. 아담스는 고향에서 벌어진 10대 소녀들의 살인사건을 쫓는 기자 카밀 프리커 역할에 연기하며 이 프로젝트로 2006년 이후 TV 무대에 10년 만에 복귀하게 되었다. 이 시리즈는 HBO에서  총 8회분의 에피소드로 제작되며, 인기 드라마 《매드맨》의 창작자 마티 녹슨이 각본을 쓰고, 장마르크 발레가 감독을 맡았다. 아담스는 애덤 매케이 감독의 정치 드라마 영화 《바이스》에 출연하면서, 크리스찬 베일이 연기하는 딕 체니의 아내 린 체니 역할에 캐스팅 되었고, 베일과는 세 번째 공연이다. 그녀는 또한 《마법에 걸린 사랑》의 속편인 《디스인챈티드》에서 지젤을 역할을 다시 연기할 예정이며, 동명 미스터리 소설을 각색한 조 라이트 감독의 영화 《우먼 인 윈도》에서 알코올 중독자를 연기한다.

## 개인 생활

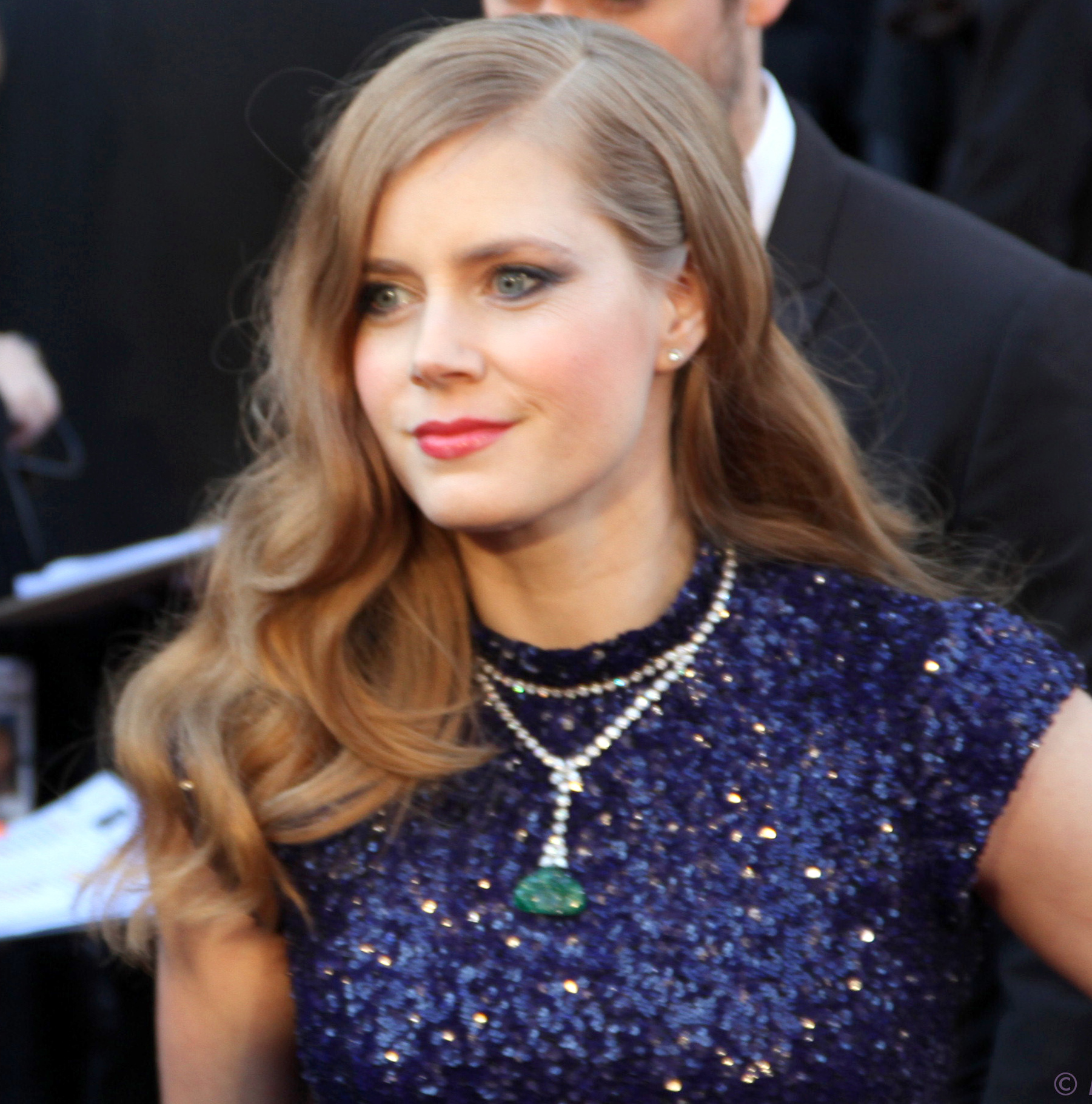
2011년 미국 아카데미상에서 아담스

2001년, 아담스는 배우 겸 예술가인 다렌 르 갈로와 그녀의 연기 수업을 받던 중에 만나 데이트를 시작했다. 아담스와 리 갈로는 2008년 7월에 약혼했다. 2010년 5월, 아담스는 '아비아나 오
올리아 르 갈로'(Aviana Olea Le Gallo)를 출산했다.
2015년 5월, 아담스는 르 갈로와 캘리포니아주에서 결혼식을 올렸다.

## 수상 및 후보 목록
아담스는 다섯 번의 미국 아카데미상에 후보에 올랐으며, 《준벅》(2005), 《다우트》(2008), 《파이터》(2010), 《마스터》(2012)으로 여우조연상과 《아메리칸 허슬》(2013)으로 여우주연상에 후보 지명되었다. 그녀는 《아메리칸 허슬》(2013)과 《빅 아이즈》(2014)로 골든 글로브상 영화 뮤지컬·코미디 부문 여우주연상을 2년 연속 수상했고, 《마법에 걸린 사랑》(2007)로 영화 뮤지컬·코미디 부문 여우주연상, 《컨택트》(2016) 영화 드라마 부문 여우주연상과 《다우트》(2008), 《파이터》(2010), 《마스터》(2012)로 영화부문 여우조연상 후보에 오른 것을 포함한 일곱 번의 골든 글로브상에 후보 지명되었다.
아담스는 2017년 1월 17일, 영화 산업에 대한 기여를 인정 받아 할리우드 명예의 거리에 6,280번째로 입성하였다.